# Opa Nguette
Opa Nguette (Mantes-la-Jolie, 8 juli 1994) is een Frans voetballer van Senegalese afkomst die bij voorkeur als aanvaller speelt. Hij verruilde Valenciennes in juli 2016 voor FC Metz. Nguette debuteerde in 2017 in het Senegalees voetbalelftal.

## Clubcarrière
Nguette begon met voetballen bij de club uit zijn geboortedorp, FC Mantes. Hij debuteerde op 13 augustus 2011 in de Championnat de France, het vierde hoogste niveau in Frankrijk, tegen Les Herbiers. Een week later tekende hij een jeugdcontract bij Valenciennes. Op 11 augustus 2012 maakte hij zijn profdebuut tegen promovendus Troyes. Hij maakte op 19 januari 2013 zijn eerste doelpunt op het hoogste niveau, tegen AC Ajaccio.

## Interlandcarrière
Nguette speelde twee wedstrijden voor Frankrijk –18. Hij debuteerde in 2012 in Frankrijk –19.